# Indenfor murene
Indenfor Murene er et skuespil i fire akter af Henri Nathansen fra 1912.
Det havde premiere på Det Kongelige Teaters Gamle Scene i 1912, hvor Nathansen selv instruerede.
Det følger den unge jødiske Esther Levin, der til trods for sin faders misbilligelse forelsker sig i den kristne Jørgen Herming.
Stykket er kendt for sin skildring af en traditionel københavnerjødisk familie.
Indenfor murene er optaget i den danske kulturkanon
og er det danske teaterstykke, der oftest har været opført på Det Kongelige Teater. Ifølge Poul Reumert blev det opført 349 gange på Det Kongelige Teater i de første 50 år siden premieren.

## Handling

### 1. akt
Det er en fredag aften i København i vinteren 1912. Adolf Levin på 71 år er, som han plejer, i synagogen. Imens forbereder fru Levin aftensmaden sammen med tjenestepigen Marie, for lige om lidt skal hele familien spise sammen. Det er en fast tradition. Begge sønner ankommer: Lægen Hugo på 40 og grossereren Jacob. Jacob har sin højgravide kone Dina med og deres lille datter, Sara, der skal sove hos bedsteforældrene. Deres anden pige på to er hjemme med en tjenestepige. Desuden er prokurist Meyer på 37 med. Han arbejder for den Gamle Levin, der er vekselerer.
Lidt efter kommer Gamle Levin hjem, og alle begynder at spise. Husfaderen undrer sig over, hvorfor datteren Esther på 20 ikke er til stede.
Esther har været til forelæsning og kommer for sent. Faren får at vide, at hun går til forelæsning hos en lektor Jørgen Herming. Gamle Levin har kendt en familie Herming, da han boede i Horsens. Hans far var gode venner med I. A. Herming, og dennes søn gik i skole med Gamle Levin og kom også i Levins hjem. Nu er skolekammeraten blevet etatsråd og direktør for Lånebanken. Venskabet bristede, da Gamle Levin efter sin fars fallit prøvede at få et arbejde i banken. Herming svarede, at de ikke vil have jøder i banken. Da det viser sig, at lektoren er søn af etatsråden, forbyder Gamle Levin Esther at gå til sønnens forelæsning. De kommer op at skændes, og Esther prøver at distancere sig fra sin familie, mens Jacob holder med deres far.
Da Hugo og Esther kommer på tomandshånd, taler de om de udfordringer, der forbundet med at være ung jøde i denne tid, og om de skal følge de gamles skikke og fortsætte familiens fejde. Mens Esther trænger til forandring, føler Hugo trygheden i familiens traditioner og sammenhold.
Efter gæsterne er gået, og Gamle Levin har trukket sig tilbage til herreværelset, fortæller Esther sin mor, at hun har forlovet sig med dr. Herming og beder hende om at fortælle det til faren. Moren bliver ulykkelig og vil have mere tid, inden hun fortæller det. Esther går i seng før forældrene.

### 2. akt
To dage senere er Meyer hos besøg hos Gamle Levin. De sidder i herreværelset og taler forretning. Meyer, der længe er kommet hos Levins, beder til sidst om Esthers hånd.
Gamle Levin synes om ideen og lover at tale med sin kone om det, så hun kan tale med Esther, for nu om dage skal barnet jo spørges.
Fru Levin har stadig ikke fortalt Gamle Levin om Esthers forlovelse. Da Gamle Levin fortæller sin kone, at Meyer har friet, bliver hun nødt til det. Gamle Levin bliver rasende. For også etatsråd Hermings far har svigtet venskabet, da det var ham, der ignorerede farfar Levins forespørgsel om prolongation og fik ham erklæret fallit. Gamle Levin vil ikke have med familie Herming at gøre, for han hader den og har prøvet at skade den, hvor det var muligt.
Da Gamle Levin taler om at smide Esther ud af huset, modsætter fru Levin sig. Det kommer ikke på tale.

De skændes. Pludseligt kommer sønnerne og barnebarnet Sara på besøg. De får nu også forlovelsen at vide. Da fru Levin lægger mærke til, at Esther kommer gående med sin forlovede, trækker Gamle Levin sig tilbage.
Dr. Herming får en høflig, men især fra Jacobs side kølig velkomst. Atmosfæren bliver dog mere imødekommende, da Herming holder forelæsninger om jødisk kultur og historie og er meget sød over for Sara. Gamle Levin deltager i samtalen, som går godt, indtil talen falder på begge familiers hjemby, Horsens. Det viser sig, at Herming intet aner om familiefejden. Familien Levin tier. Så begynder afskeden, og Esther og Herming bryder op. Så vil Gamle Levin i synagogen og sønnerne beslutter sig for at gå med ham. Tilbage bliver fru Levin med Sara på skødet.

### 3. akt
Levins er inviteret til middag hos Hermings. Efter maden sætter de sig i det moderne indrettede herreværelse for at ryge og drikke kaffe. Etatsråd Herming praler med sin samling af værdifulde malerier. Især en kostald malet af Johan Thomas Lundbye vækker interesse. Etatsrådsinden har dårligt helbred og skal snart til ro. Esther og hendes forlovede trækker sig tilbage.
Nu vil Herming tale med Gamle Levin, som han bare kalder for Levin og ikke hr. Levin, om penge og medgift. Efter et stykke tid kommer de også ind på ægteskabet, og hvor vielsen skal finde sted. Det kan ikke være i synagogen, fordi Jørgen ikke er jødisk. Rabbineren vil heller ikke gifte dem hjemme hos Levins. Familien Herming kunne godt forestille sig, at de blev gift i Vor Frue Kirke, men det vil Levins ikke have. Efter etatsrådsinden er gået i seng, kommer det på tale, at de fremtidige børnebørn skal døbes. Nu begynder Gamle Levin at skændes også om de gamle hændelser og vil ikke finde sig i dåb. Herming trumfer med, at Esther har lovet både en kirkelig vielse og dåben. Da Esther støder til, siger hun, at Herming har ret i sin påstand. Ægteparret Levin forlader lejligheden. Efter de er gået, skændes Esther med de to mænd, for hun følte sig tvunget til at love både den kirkelige vielse og dåben. Etatsrådens antisemitisme træder tydeligt frem i skænderiet, mens hans søn forbliver mut. Esther forlader nu også lejligheden. Derefter begynder far og søn at diskutere, og faren siger, sådan vil det altid være mellem jøderne og kristne. Jørgen tror dog på forandring og har forstået, at han ikke skulle have trængt Esther til at forsage sin religion.

### 4. akt
Hugo og Meyer er hjemme hos Levins i deres hyggelige stue og venter på, at de kommer tilbage. Meyers frieri er stadig en hemmelighed. Jacob støder til. Hans kone ligger hjemme i veer. Forældrene kommer hjem og fortæller, hvad der er hændt. Jacob bliver rasende, mens Hugo prøver at forklare, at verden uden for murene af deres lejlighed er ved at forandre sig, og håber på, at der dannes et fællesskab på et humanistisk grundlag, men vil alligevel ikke gå så langt som til at lade sine børn døbe. Telefonen ringer og Jacob får at vide, at han er blevet far til en søn. Alle er glade. Så kommer Esther hjem, og stemningen ændrer sig. Gæsterne går hjem, og Esther beder forældrene om forladelse, som hun får. Få øjeblikke senere ankommer også Jørgen og beder om tilgivelse og lover, at han ikke vil tage det jødiske fra Esther, for det er netop en af grundene, til at han holder af hende. Det accepterer Levins, og de forlovede forlader lejligheden sammen. Gamle Levin håber sammen med sin kone, at der vil opstå en fællesskab, hvor man vil hjælpe hinanden. Efter han er gået i seng, beder fru Levin om, at hendes barn må blive lykkeligt.